# Contagio (película)
Contagio (2011) (Contagion en inglés) es una película estadounidense dirigida por Steven Soderbergh y protagonizada por Matt Damon, Jude Law, Kate Winslet, Laurence Fishburne, Marion Cotillard y Gwyneth Paltrow. Fue estrenada el 9 de septiembre de 2011 en Estados Unidos, el 14 de octubre en España y el 27 de octubre en Argentina. La película se basó en la pandemia de gripe A (H1N1) de 2009-2010. 
En 2020, debido a la pandemia de Covid-19 adquirió más notoriedad ya que ambos sucesos comparten similitudes.

## Argumento
Beth Emhoff (Gwyneth Paltrow) llega a Chicago a ver a un antiguo amante al regresar de un viaje de negocios en Hong Kong. Beth coge un aparente resfriado en el viaje a Minneapolis para regresar con su familia. Su hijo Clark, de seis años, también adquiere los síntomas. Los síntomas de Beth se agravan y dos días después colapsa. Su marido, Mitch (Matt Damon) la lleva al hospital, pero fallece.
Mitch llega a casa para ver que su hijo también murió. Mitch es puesto en cuarentena, pero descubre que es inmune a la infección. Mitch regresa a casa con su hija mayor de un matrimonio anterior, la adolescente Jory. Más y más personas se ven infectadas, lo que termina en un colapso del orden social. Mitch se pregunta si su hija heredó la inmunidad, a la vez que descubre que su esposa le fue infiel en Chicago.
En Atlanta, los representantes del Departamento de Seguridad Nacional se reúnen con el doctor Ellis Cheever (Laurence Fishburne) del Centro para el Control y la Prevención de Enfermedades (CDC) para encontrar una vacuna para el extraño virus. Para ello envía a la oficial del centro, Dra. Erin Mears (Kate Winslet), a Minneapolis, para que investigue y trate de encontrar algún medio para controlar su propagación, y a la vez trabaja con la doctora Ally Hextall (Jennifer Ehle) para encontrar la cura del virus. Por su parte, la OMS elige a la doctora Leonora Orantes (Marion Cotillard) para que se encargue de la investigación. Esta le llevará hasta Asia, donde será secuestrada a cambio de obtener una vacuna para un pequeño poblado, hogar de uno de sus colegas epidemiólogos. Mientras, la doctora Erin es contagiada por el virus dentro de su hotel mientras investigaba los casos y muere.
En el CDC, la doctora Ally Hextall (Jennifer Ehle) determina que el virus es una mezcla de material genético de virus de murciélago y cerdo. La cura no puede ser desarrollada ya que los científicos no pueden descubrir un cultivo genético en el que crezca el recién identificado virus 1 de Meningoencefalitis (MEV-1).
El Dr. Ian Sussman, de la Universidad de California, desobedece las órdenes de Cheever y no destruye sus muestras y descubre un cultivo de células utilizable para el MEV-1. Hextall lo usa para comenzar a elaborar una vacuna. Otros científicos determinan que el virus se transmite por pequeñas gotas con un número de reproducción básico (R0) de cuatro. Proyectan que una de cada 12 personas se infectará y la tasa de mortalidad estará entre el 25% y el 30%.
Mientras tanto, el bloguero y periodista freelance Alan Krumwiede (Jude Law) decide utilizar su blog para narrar los sucesos a pie de calle para que la gente corriente (en su opinión) no se deje engañar por los gobiernos. Paradójicamente hace un trato económico con el fin de hacer un video mostrándose falsamente enfermo, en donde engaña a la gente asegurando que un medicamento llamado Forsythia es la cura de la enfermedad. La gente en pánico intenta hallar en farmacias el medicamento causando caos en las calles. Krumwiede es arrestado por fraude y conspiración pero pronto es liberado tras pagar la fianza.
Usando un virus atenuado la Dra. Hextall identifica una posible vacuna. Para no perder tiempo pidiendo el consentimiento informado de pacientes infectados, se inocula con la vacuna experimental e inmediatamente visita a su moribundo padre (Dan Flannery), que está infectado. Al descubrir que no tiene síntomas declara la vacuna como un éxito.
La vacuna entra en producción, pero debido a la cantidad de infectados, el CDC reparte las vacunas basándose en la fecha de nacimiento elegida por lotería, de modo que las vacunaciones se realizarán durante un año hasta que todos los sobrevivientes no infectados estén a salvo. El gobierno exenta de esto a doctores y otros. El Dr. Cheever le da una vacuna al hijo de Roger (John Hawkes), un conserje del centro que escuchó la advertencia del Dr. Cheever a su prometida para que ésta abandonara Chicago. Más tarde Krumwiede usa el testimonio de ambos en contra de Cheever en un debate televisivo.
La Dra. Leona Orantes (Marion Cotillard), una epidemióloga de la OMS, viaja a Hong Kong desde Ginebra para seguir la trayectoria de Beth Emhoff. Colabora con Sun Feng (Chin Han), otros epidemiólogos locales y oficiales públicos. Allí identifican a Emhoff como la paciente cero. Mientras el virus se propaga, Sun Feng secuestra a Orantes como rehén para obtener vacunas para su pueblo. Cuando las vacunas llegan, Feng intercambia a Orantes por las vacunas. Un amigo de Orantes menciona que esas vacunas eran placebos, y Orantes regresa para advertirlos.
El número de muertes llega a los 2,5 millones en los Estados Unidos, y 26 millones en todo el mundo. La Dra. Hextall guarda muestras del MEV-1 en un envase criogénico, junto con muestras del H1N1 y el SARS.
Jory perdió la fiesta de graduación por la pandemia, y Mitch prepara todo para que ella vuelva a estar alegre. Su novio entra a casa vacunado y bailan un vals, haciendo que Jory se ponga feliz de nuevo y Mitch también.
En la escena final, el origen del virus es revelado a los espectadores. Un bulldozer que trabaja para la compañía de Emhoff derriba unas palmeras, asustando a algunos murciélagos. Uno de ellos llega a un banano donde agarra un trozo de banana y al sobrevolar una porqueriza se le cae un trozo, que es comido por un lechón. Unos transportistas chinos llevan los lechones a un casino de Hong Kong. Un cocinero es llamado mientras prepara el lechón y tras limpiarse las manos en su delantal da un apretón de manos a Beth Emhoff, contagiándola del virus que la convierte en el paciente cero de la pandemia.

## Reparto

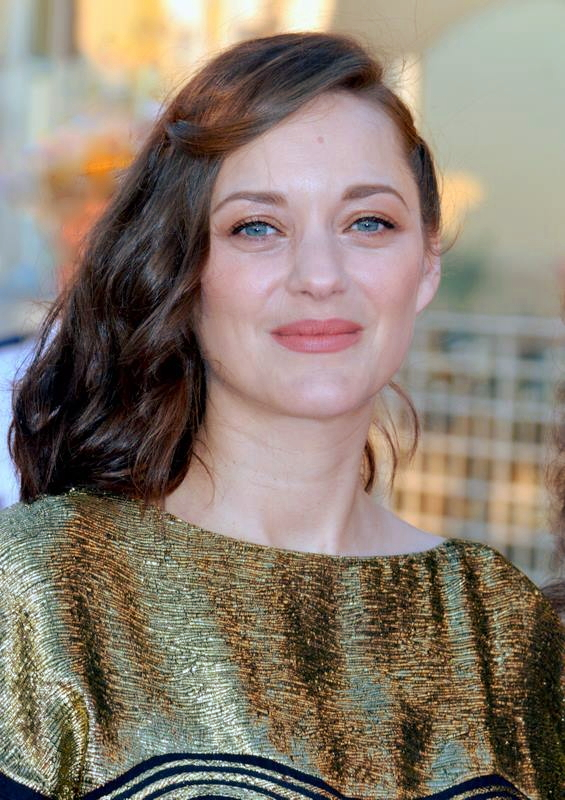
Marion Cotillard

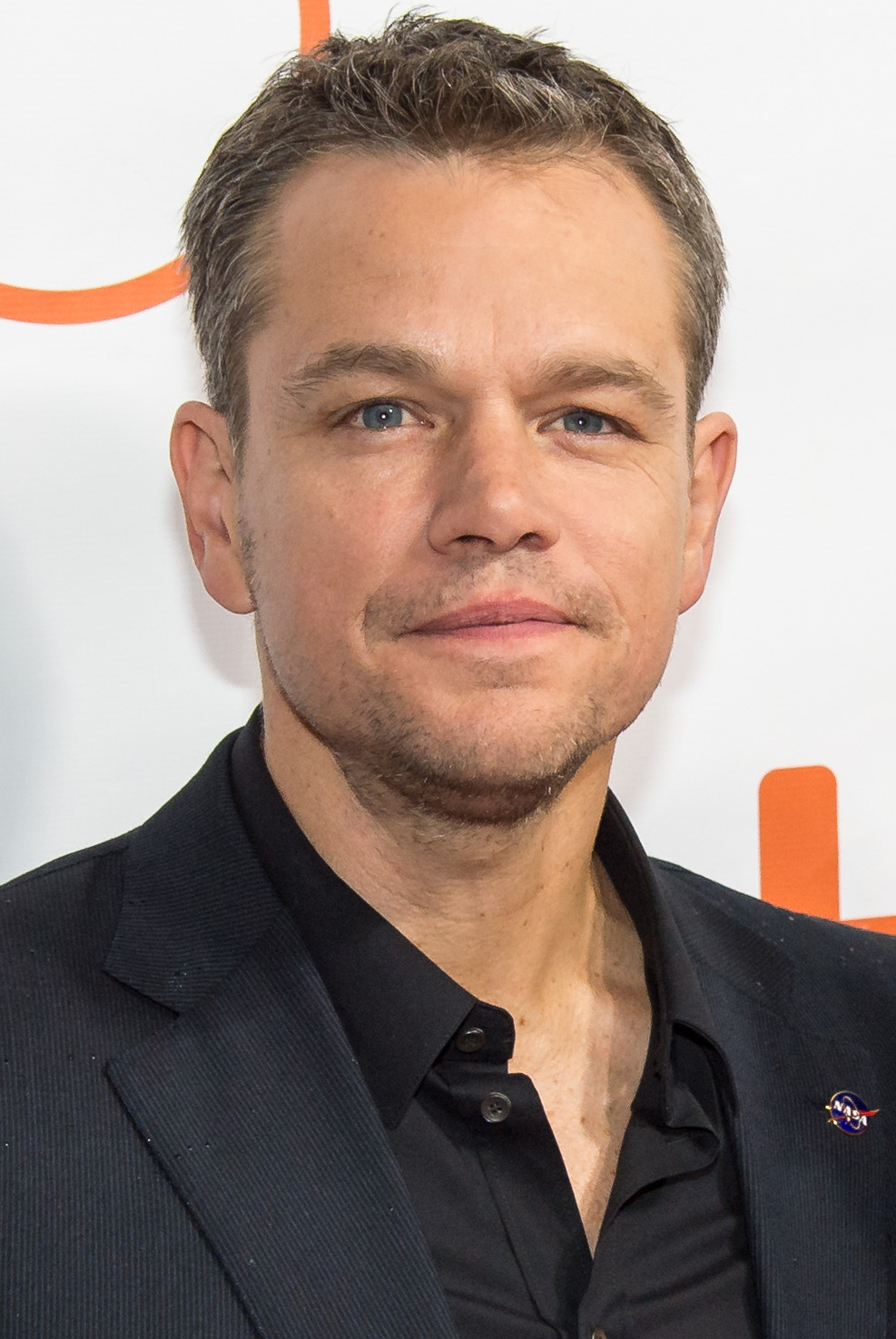
Matt Damon.

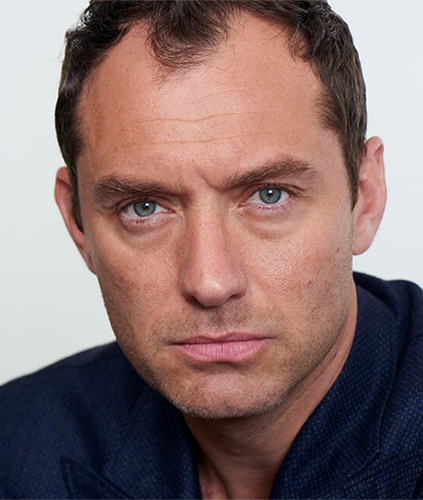
Jude Law.

- Marion Cotillard como Dra. Lenora Orantes, una epidemióloga de la OMS

El objetivo principal de Orantes es rastrear el origen del virus MEV-1. Cotillard era una admiradora del trabajo de Soderbergh y lo conoció en Los Ángeles, California. La actriz francesa estuvo cautivada por el guion porque siempre había estado muy preocupada con los gérmenes y las enfermedades.
- Matt Damon como Mitch Emhoff.

Damon vio su personaje como la encarnación del hombre de la calle que se enfrenta a un supervirus tras la muerte de su esposa e hijastro. Carece de conocimiento médico y científico.

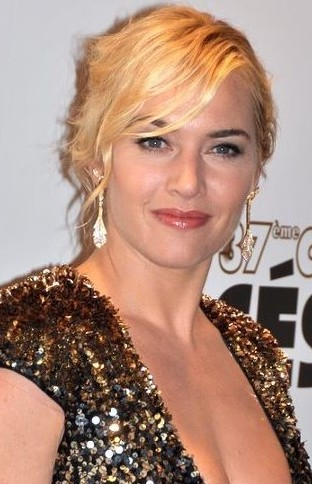
Kate Winslet.

- Kate Winslet como Dra. Erin Mears, detective de investigación de epidemias.

Para documentarse para su personaje Winslet viajó a Centers for Disease Control and Prevention (CDC), en Atlanta, Georgia, donde consultó con oficiales del Servicio de Inteligencia para Epidemias sobre su trabajo diario y el tipo de personas cualificadas para el trabajo. «Son personas que pueden ser enviadas a zonas de guerra donde ha aparecido un brote de un nuevo virus. El miedo no es una opción. Si lo sienten, tienen que apartarlo a un lado.» Su personaje se basa en la carrera y experiencia con el SARS de 2003 en China de la Doctora Anne Schuchat, entonces directora del National Center for Immunization and Respiratory Diseases del CDC. También dirigió la respuesta al brote de H1N1. Winslet piensa que Mears es capaz de llevar la epidemia al nivel del hombre de la calle, de manera que el espectador puede comprender su dimensión sin que la ciencia hunda la historia.

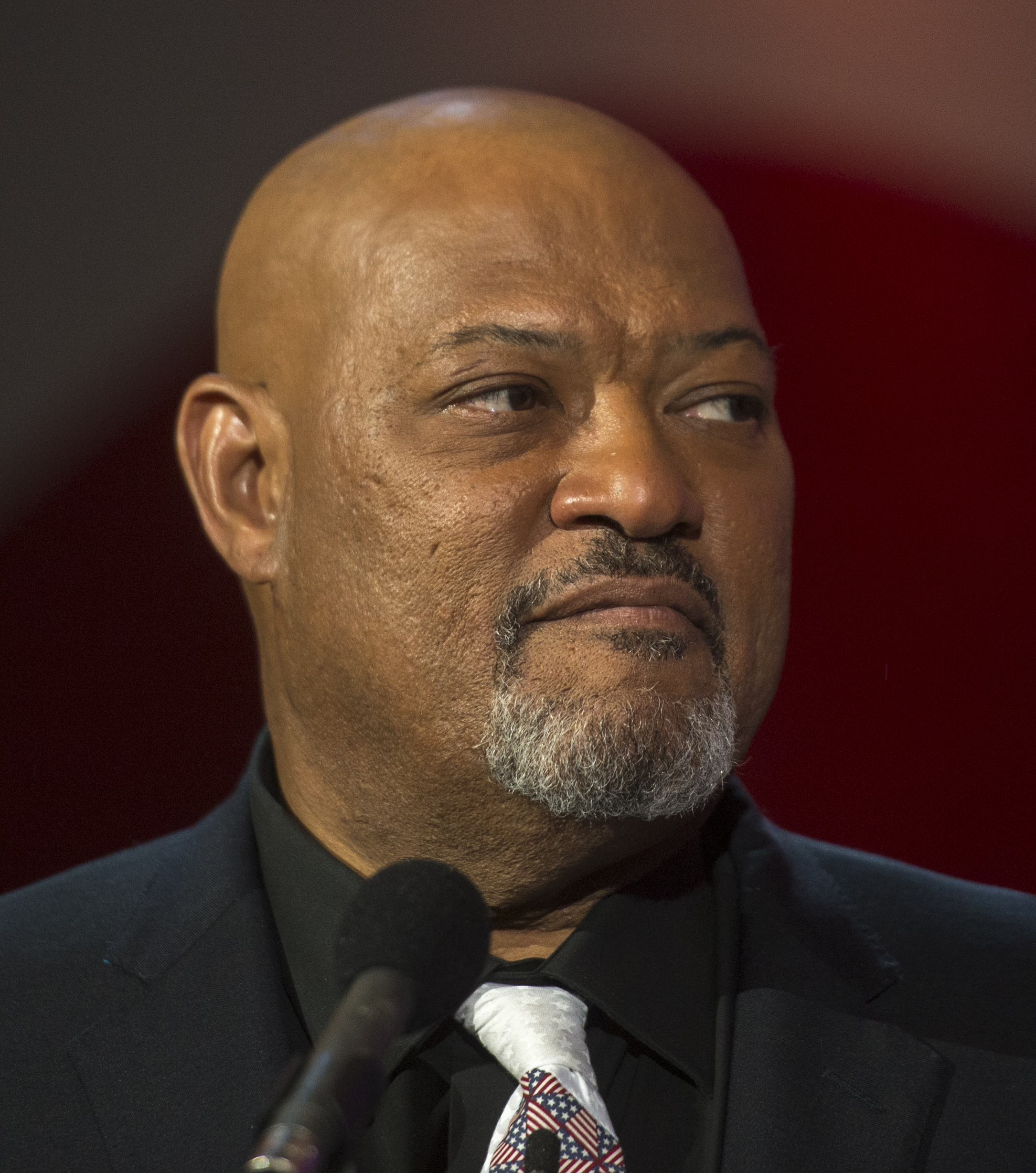
Laurence Fishburne

- Laurence Fishburne como Dr. Ellis Cheever.

Soderbergh admiraba la habilidad de Fishburne para encarnar personajes empáticos y asertivos. Para Fishburne, Cheever era un médico listo y competente que lleva la voz de la razón. Tras consultar con el virólogo W. Ian Lipkin las complejidades del personaje desaparecieron para el actor. «El problema personal que tengo como Ellis Cheever es decirle a mi prometida que se vaya de la ciudad y no diga nada a nadie. Eso es fácil. Cualquier ser humano en esa situación va a hacer eso, creo.»,
- Jude Law como Alan Krumweide.

Krumwiede es un partidario de las teorías de la conspiración. Es el primer caso de lo que viene a ser una epidemia paralela de miedo y pánico. Soderbergh habló con Law en el proceso de creación del personaje y ambos querían que tuviera un punto mesiánico. Estudiaron los comportamientos típicos de los sediciosos antigubernamentales. Krumweide tiene un sitio web llamado Truth Serum Now (Suero de la verdad ahora). Cuando rechazan su historia en un periódico le dice al periodista: «La prensa escrita está muriendo. Está muriendo. Te guardaré un asiento en el autobús.» Cuando Krumweide trata de sacarle unas declaraciones al científico Elliot Gould, éste le dice: «Escribir un blog no es escribir.»
- Gwyneth Paltrow como Elizabeth Emhoff "Beth".

Paltrow describe a Beth como una madre trabajadora. Beth es la figura central en el proceso detectivesco. A pesar de ser una de las primeras víctimas del virus, Paltrow creía que Beth era afortunada porque los supervivientes tenían que enfrentarse a condiciones muy difíciles para la vida diaria, como buscar comida y agua potable. Cuando estaba rodando en Hong Kong, Soderbergh le pidió a Paltrow que tomara fotografías con su cámara para que aparecieran en la película como tomadas por su personaje Beth.
- Bryan Cranston como Lyle Haggerty, contraalmirante de United States Public Health Service Commissioned Corps.

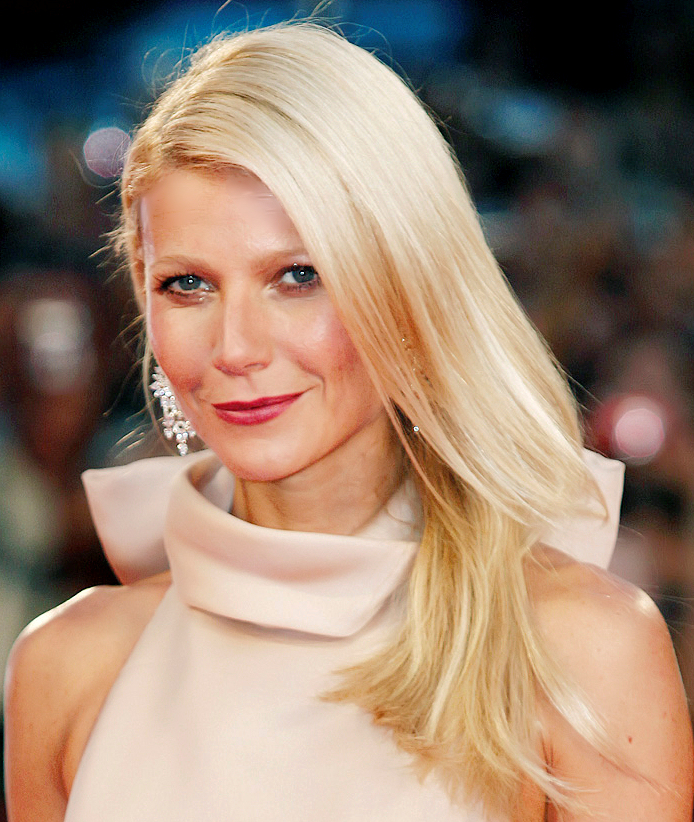
Gwyneth Paltrow

- Jennifer Ehle como Dra. Ally Hextall, investigadora de los CDC (Centers for Disease Control and Prevention).

Soderbergh había visto la actuación de Ehle en la película Michael Clayton (2007) y le ofreció el papel para Contagio. La interpretación de Ehle fue muy destacada por los críticos.
- Elliott Gould como Dr. Ian Sussman.

Investigador en el campus médico de la University of California San Francisco. No hace caso de la orden de destruir el virus e identifica un cultivo celular en el que hacer crecer el virus.
- Chin Han como Sun Feng.

Comienza como un funcionario serio pero va desarrollando su agenda oculta hasta que llega a cometer graves delitos.
- John Hawkes como Roger, limpiador en las oficinas de CDC y conocido del Dr. Cheever.

Tras escuchar información confidencial chantajea al Dr. Cheever para que le consiga dos vacunas antes del día en que le ha tocado por lotería.
- Anna Jacoby-Heron como Jory Emhoff, hija de Mitch Emhoff.

Intenta seguir viéndose con su novio en medio de la pandemia.
- Josie Ho como hermana de Li Fai.
- Sanaa Lathan como Aubrey Cheever, prometida del Dr. Cheever.

Su prometido le traslada información confidencial y no puede guardar el secreto al hablar con una amiga.
- Demetri Martin como Dr. David Eisenberg, colega del Dr. Hextall en CDC.
- Armin Rohde como Damian Leopold, de la OMS.
- Enrico Colantoni como Dennis French, funcionario del Department of Homeland Security (Ministerio del Interior).
- Larry Clarke como Dave, funcionario de Sanidad en Minnesota que trabaja con la Dra. Mears.
- Monique Gabriela Curnen como Lorraine Vasquez, periodista en San Francisco.

## Producción

### Concepción y escritura
Scott Z. Burns debutó como director con la película Pu-239 (2006), en la que Paddy Considine interpreta a un trabajador ruso en una central de reprocesado nuclear que se ve expuesto a la radiación. Un tiempo después Burns junto a Tony Gilroy y George Nolfi escribieron el guion de The Bourne Ultimatum (2007) protagonizada por Matt Damon. Burns adaptó el libro de Kurt Eichenwald para la película The Informant! (2009) que dirigió Steven Soderbergh y protagonizó Matt Damon.
Soderbergh y Burns tenían planes para realizar una película biográfica de Leni Riefenstahl, una pionera del cine alemán durante la década de 1930 y muy influyente en el ascenso del partido nazi. Soderbergh canceló el proyecto porque pensó que tendría poca audiencia.
Intrigado por el campo de la transmisión de gérmenes, Burns sugirió que en su lugar podían hacer una película centrada en una situación de pandemia, una versión thriller de una película de pandemia. Su principal objetivo fue realizar un thriller médico que mostrara lo que podría pasar realmente.
Burns consultó con Larry Brilliant, reconocido por su trabajo en la erradicación de la viruela, para ofrecer una percepción precisa de una pandemia. Burns había visto una charla TED en la que Brilliant dijo que en su campo el punto de vista general «no es si esto va a suceder sino cuándo va a suceder esto».
Brilliant presentó a Burns otro especialista, W. Ian Lipkin, y a otros representantes sanitarios de la OMS.
Burns también habló con Laurie Garrett, autor de The Coming Plague (1995), que le ayudó a considerar tramas potenciales para la película. Quería que la protagonizara un funcionario de los CDC, y finalmente se decidió por una epidemióloga, ya que ese papel requiere una interacción con personas para rastrear la epidemia.
Aunque Burns ya había investigado pandemias seis meses antes de la pandemia de gripe de 2009, el brote le ayudó mucho en su estudio al proporcionarle una mirada al aparato social que sigue a los primeros pasos de una pandemia. Para él, no solo había que preocuparse del virus, sino de cómo la sociedad maneja la situación.
Burns dijo: «Vi que las cosas tomaban vida, temas como Bueno, cerramos las escuelas y si cerramos las escuelas, ¿Quién se queda en casa con los niños? ¿Y todo el mundo tendrá a sus hijos en casa? Ocurrían cosas en internet, que es de donde viene el personaje de Jude Law. Va a haber información que venga de las redes sociales y algunas personas van a escribir cosas de antivirales y tratamientos. Siempre va a haber una información y esa información también tiene como un pulso viral.»
En la autopsia de Elizabeth Emhoff dos médicos comentan:

‘Oh my God.

Should I take a sample?
I want you to step away from the table.
Should I call someone?

You should call everyone.‘
‘¡Madre mía!
¿Debería tomar una muestra?
Quiero que te apartes de la mesa.
¿Debería llamar a alguien?

Deberías llamar a todos.’

## Análisis

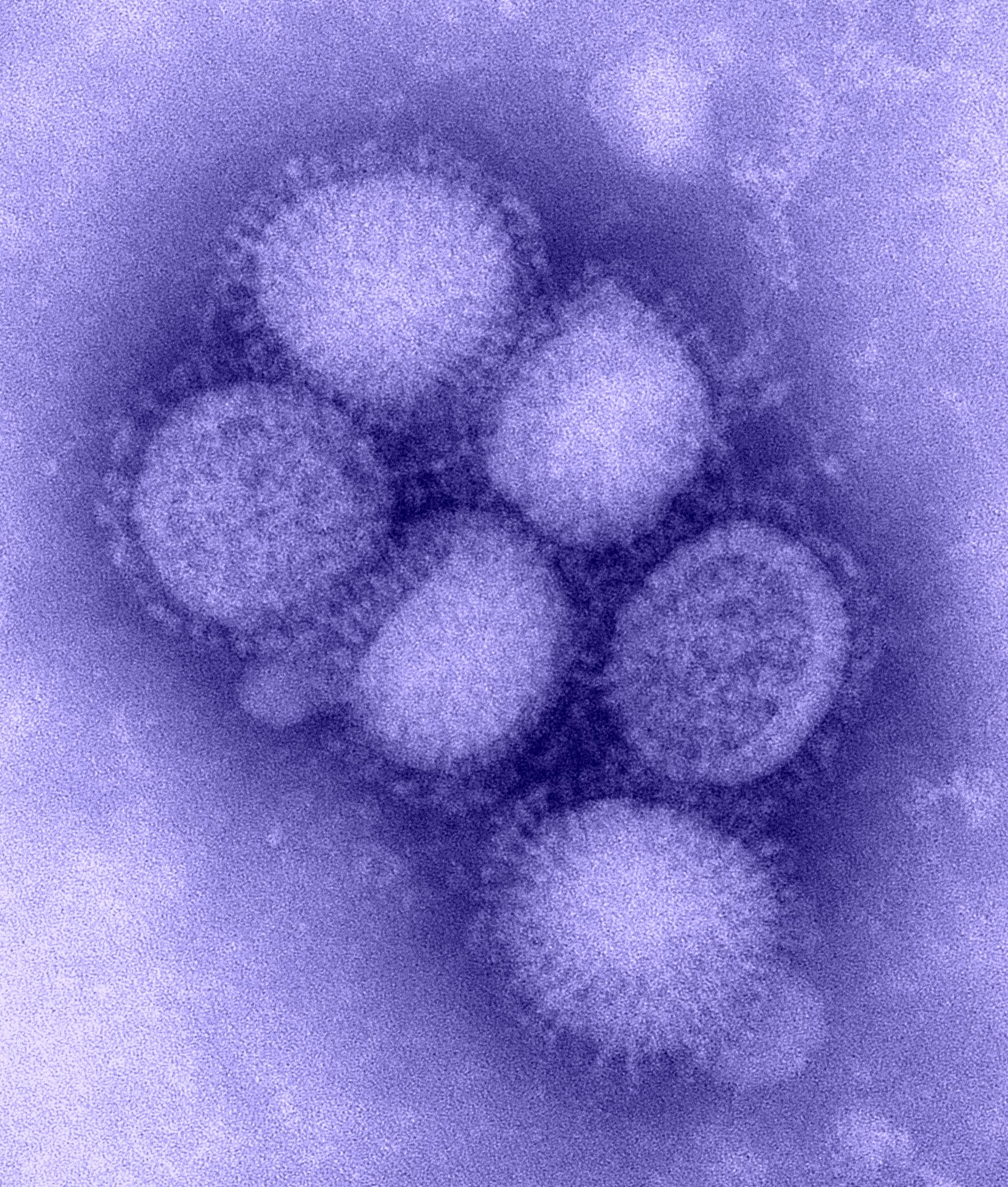
Imagen del virus H1N1 cuyo brote de 2009 fue una inspiración clave para la creación de la película Contagio.

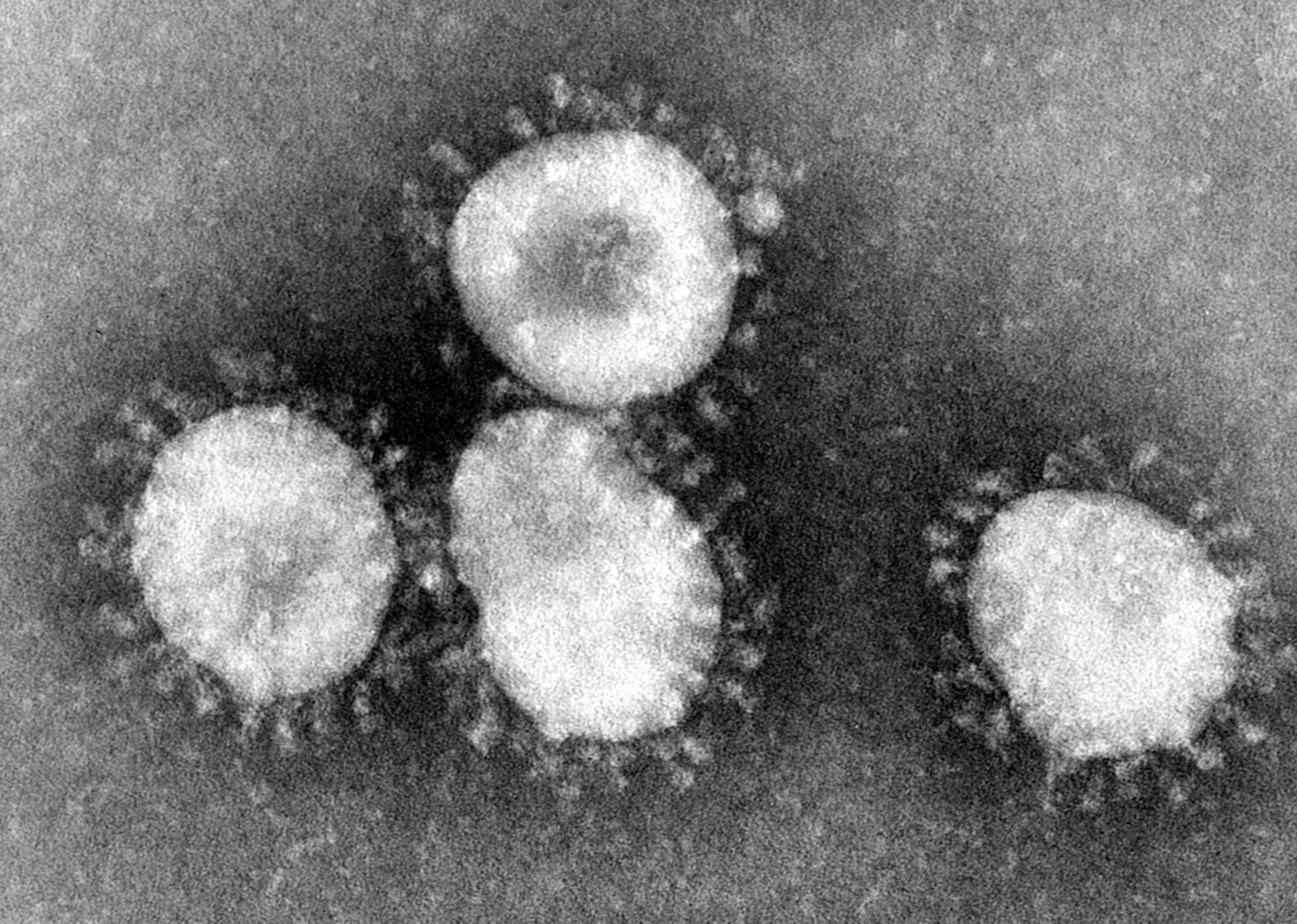
Imagen del virus SARS del 2003 que también inspiró a Contagio.

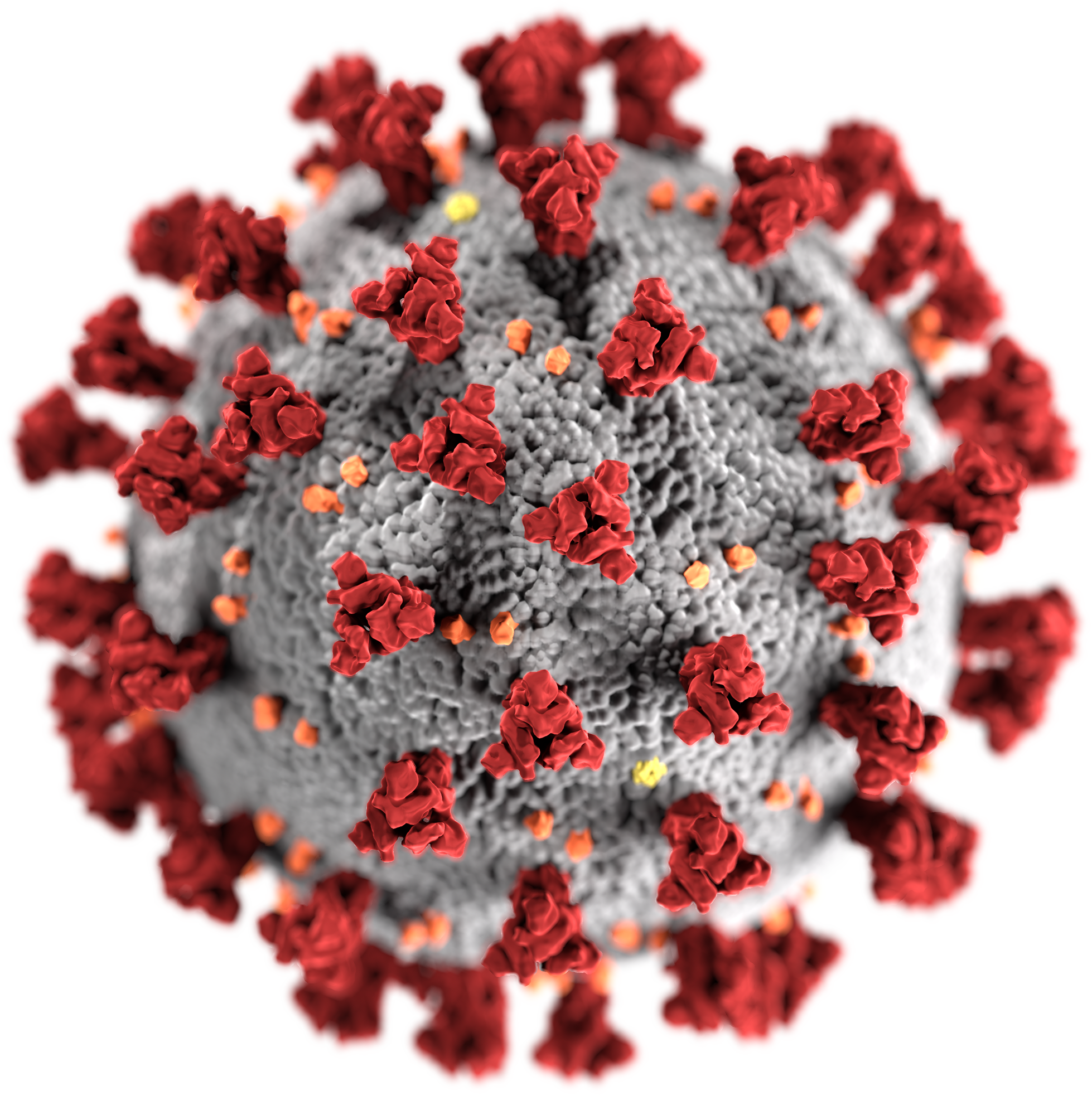
Virus SARS CoV-2 de la pandemia de 2020.

Steven Soderbergh quiso hacer una película ultra-realista sobre la respuesta científica y de salud pública a una pandemia.
El estilo de hiperenlaces, que se mueve rápidamente adelante y atrás en el tiempo, en lugares distantes y personas diferentes, enfatiza los nuevos peligros de la globalización conectada contemporánea y las cualidades atemporales de la condición humana (que recuerdan los tratamientos literarios de las epidemias, como «La Plaga» de
Albert Camus).
La película toca varios temas:
- Los factores que llevan al pánico de masas y al colapso del orden social.

- El proceso científico para caracterizar y contener un patógeno nuevo.

- El balance entre motivos personales y responsabilidades profesionales y éticas frente a una amenaza existencial.

- Las limitaciones y consecuencias de las respuestas de salud pública.

- La omnipresencia de las conexiones interpersonales que pueden servir de vectores de infección para la transmisión de la enfermedad.[14]

Soderbergh reconoció que la prominencia de estos temas posapocalípticos aumentó tras los ataques del 11 de septiembre y el huracán Katrina.
Las epidemias reales como el brote de SARS de 2002-2004 y la pandemia de gripe de 2009 fueron inspiraciones e influencias en la película.
La película presenta ejemplos de psicología de masas y comportamiento colectivo que pueden llevar a la histeria de masas y la pérdida del orden social. El desconcierto, la indignación y el desvalimiento asociados con la falta de información y combinados con las redes sociales permiten a teóricos de la conspiración como Krumwiede extender desinformación y miedo, que se convierten en contagios peligrosos.
El Dr. Cheever debe poner en la balanza la necesidad de una información total y evitar el pánico mientras se caracteriza y responde a un virus desconocido.
La película critica indirectamente la avaricia, el egoísmo y la hipocresía de actos aislados en la cultura contemporánea y sus consecuencias no deseadas en el contexto de una pandemia.
Por ejemplo, los CDC (Centers for Disease Control and Prevention) recomiendan el distanciamiento social y el aislamiento para evitar la extensión de la enfermedad, que está en oposición a las demandas contemporáneas de colaboración social.
La respuesta a la pandemia presenta una paradoja, ya que la contagiosidad y letalidad del virus infunden profunda desconfianza en los otros, pero para limitar la extensión de la enfermedad también requiere que los individuos trabajen juntos.
Contra esta amenaza existencial y carcoma del orden social, la película explora cómo personajes individuales retuercen o rompen las normas existentes por razones egoístas o altruistas:
- La Dra. Hextall viola protocolos al probar una vacuna en ella misma.

- El Dr. Sussman continúa experimentos en una línea celular desobedeciendo órdenes para destruir sus muestras.

- El Dr. Cheever le pide a su prometida que abandone la ciudad antes de que se imponga una cuarentena.

- Sun Feng secuestra a la Dra. Orantes para conseguir vacunas para su pueblo.

- La Dra. Mears sigue trabajando a pesar de haber contraído el virus.

- Krumwiede recibe dinero para promocionar curas falsas y pseudo-medicinas alternativas.

El estilo cinematográfico de Soderbergh persistentemente se centra en los objetos que al tocarse se infectan y se convierten en vectores de infección para otras personas.
Esos objetos enlazan a los personajes y refuerzan los hipervínculos, la multi-narrativa y multi-perspectiva del estilo cinematográfico que Soderbergh desarrolló en Traffic (2000) y en Syriana (2005), donde fue productor.

Las historia también destaca ejemplos de corruptela política (un avión para evacuar a la Dra. Mears de Minneapolis se desvía para evacuar a un congresista), lugares comunes y pensamientos rígidos (funcionarios de salud pública considerando posponer el cierre de centros comerciales para después del Black Friday), sanitarios intentando cumplir 50 políticas de salud pública estatales diferentes y el heroísmo de los burócratas federales.
Soderbergh no utiliza como villanos a los ejecutivos farmacéuticos ni a los políticos. Sin embargo describe negativamente a influencers de las redes sociales como Krumwiede.
Las redes sociales tienen un papel en la acusaciones de Krumwiede contra el Dr. Cheever y en los intentos de la hija de Emhoff por continuar su relación con su novio a través de mensajes de texto.
Soderbergh usa a Mitch Emhoff para ilustrar los micro-efectos de las decisiones a nivel macro.
Las complejas tensiones entre libertad y seguridad al responder a la pandemia se reflejan en:
- Mitch Emhoff se apropia de un rifle de la casa abandonada de su amigo para proteger la suya de los saqueadores.

- La imposición de cuarentenas y toques de queda.

- El orden de vacunaciones por lotería.

- Preparación y respuestas inadecuadas de los gobiernos federal, estatal y local.

- Uso de pulseras con códigos de barras para identificar a los inmunizados.[18]

## Recepción

### Respuesta crítica
Según la página de Internet Rotten Tomatoes obtuvo un 84% de comentarios positivos, llegando a la siguiente conclusión: "tensa, minuciosamente escrita e interpretada por un reparto estelar, Contagio es una excepcionalmente inteligente (y escalofriante) película de desastres".
Roger Ebert la describió como "una película realista, antisensacionalista, sobre una epidemia global (...) Contagio merece respeto por tratar con seriedad el método científico".
Peter Travers señaló para Rolling Stone que "el film es fascinante en sus escenas iniciales, (...) pero después (...) de que se comience a extender el pánico, todo lo que ofrece es la visión de gente comportándose con maldad". Según la página de Internet Metacritic obtuvo críticas positivas, con un 70%, basado en 37 comentarios de los cuales 32 son positivos.
Las interpretaciones de varios actores se mencionaron en artículos. Lou Lumenick del New York Post escribió que Ehle estaba sobresaliente. El periodista de The Boston Globe, Wesley Morris, alabó la interpretación de Ehle, Cranston, Gould y Colantoni, entre otros. Peter Travers de Rolling Stone escribió que Ehle fue la mejor de la película. En Los Angeles Times Kenneth Turan escribió: «La ganadora de dos premios Tony, Jennifer Ehle, casi les roba la película con su tranquila y empática interpretación.» En The Philadelphia Inquirer Steven Rea escribió que Jude Law interpretó su personaje desquiciado de la blogosfera con un «aplomo loco». Según Forrest Wickman de Slate, Damon aportó un corazón relatable y Kate Winslet con su interpretación contenida mantiene su reputación de primera de la clase incluso en un pequeño papel.
El desarrollo de varios personajes produjo una respuesta variable por parte de los críticos. Contrariamente a la postura de Mitch como protagonista principal, Michael O'Sullivan de The Washington Post sintió que Contagio "lo trata con un desapego extrañamente clínico. Roger Ebert del Chicago Sun-Times escribió que la subtrama del personaje de Jude Law, Alan Krumwiede, no interactúa claramente con las líneas principales de la película y funciona como distracción alarmante pero vaga.

### Popularidad renovada
En 2020, la película recibió una renovada popularidad debido a la pandemia de COVID-19, que tiene cierto parecido con la pandemia que se muestra en la película. En marzo de 2020, Contagio era la séptima película más popular en iTunes, figuraba como el título número dos del catálogo en Warner Bros. En comparación con su puesto número 270 en diciembre de 2019, y tuvo un aumento promedio de visitas diarias en sitios web de piratería. en 5.609 por ciento en enero de 2020 en comparación con el mes anterior. HBO Now también informó que Contagio. había sido la película más vista durante dos semanas seguidas.
A medida que la película continuó recuperando popularidad, el elenco se reunió a través de un anuncio de servicio público en un infomercial en asociación con la Escuela de Salud Pública Mailman de la Universidad de Columbia en marzo de 2020. Con respecto a su resurgimiento en 2020, el guionista Scott Z. Burns respondió en una entrevista con The Washington Post diciendo: "Es triste y frustrante. Triste porque tanta gente está muriendo y enfermando. para comprender la situación en la que nos encontramos ahora y cómo podría haberse evitado financiando adecuadamente la ciencia en torno a todo esto. También es surrealista para mí que personas de todo el mundo me escriban preguntándome cómo sabía que involucraría un murciélago o cómo conocía el término "distanciamiento social". No tenía una bola de cristal, tenía acceso a una gran experiencia. Por lo tanto, si la gente encuentra que la película es precisa, debería darles confianza en los expertos en salud pública que están ahí fuera ahora mismo tratando de guiarnos".
En febrero de 2021, el secretario de Salud británico, Matt Hancock, reveló que ver la lucha por las vacunas en Contagio lo inspiró a pedir una cantidad mucho mayor de vacunas COVID-19 para el Reino Unido de lo que recomendaron sus asesores, lo que aceleró el futuro lanzamiento de su programa de vacunación en el Reino Unido. de otros países europeos.

### Taquilla
Estrenada en 3.222 cines estadounidenses debutó en primera posición con 22 millones de dólares, con una media por sala de 6.953 dólares, por delante de The Help. Ha recaudado en Estados Unidos 75 millones. Sumando las recaudaciones internacionales la cifra asciende a 135 millones. El presupuesto estimado invertido en la producción fue de 60 millones y medio.

## Secuela
En diciembre de 2020, Soderbergh anunció que se estaba preparando una "secuela filosófica" de la película.